# Earl Spry
Earl Spry (* 21. März 1961 in Edmonton, Alberta, Kanada) ist ein ehemaliger deutsch-kanadischer Eishockeyspieler, der unter anderem für den ECD Iserlohn, Schwenninger ERC und die Krefeld Pinguine in der Bundesliga bzw. Deutschen Eishockey Liga (DEL) aktiv war.

## Karriere
Earl Spry spielte 1978 erstmals in Deutschland, als er für den ERC Freiburg in der 2. Bundesliga aufs Eis ging. Ab 1981 stand er drei Spielzeiten beim EHC Essen-West, ebenfalls in der 2. Bundesliga, unter Vertrag, mit dem er in der ersten Saison die Zweitliga-Meisterschaft gewinnen und 1984 den Aufstieg in die Bundesliga feiern konnte. 
Im Sommer 1984 folgte Spry seinem Trainer Ricki Alexander zum ECD Iserlohn, wo er dreieinhalb Jahre lang unter Vertrag stand. In der Saison 1987/88 gehörte er zu der Mannschaft, die in einer Partie mit Trikotwerbung für „Das Grüne Buch“ des libyschen Machthabers Muammar al-Gaddafi aufs Eis ging, was einen internationalen Skandal auslöste. Wenig später ging der ECD insolvent und stellte seinen Spielbetrieb ein. Der Verteidiger schloss sich für den Rest der Saison erneut dem EHC Essen-West an. Von 1988 bis 1993 schnürte er die Schlittschuhe für den Schwenninger ERC, bevor er die nächsten vier Jahre für den Krefelder EV bzw. ab 1995 die Krefeld Pinguine erstklassig auflief. 
Anschließend absolvierte Spry noch zwei Spielzeiten in der 1. Liga Nord für die Hamburg Crocodiles, bevor er seine Laufbahn 2000 bei den Schweinfurt Mighty Dogs in der Bayernliga beendete.

## Erfolge und Auszeichnungen
- 1982 Meister der 2. Bundesliga mit dem EHC Essen-West
- 1984 Aufstieg in die Bundesliga mit dem EHC Essen-West

## Karrierestatistik
(Legende zur Spielerstatistik: Sp oder GP = absolvierte Spiele; T oder G = erzielte Tore; V oder A = erzielte Assists; Pkt oder Pts = erzielte Scorerpunkte; SM oder PIM = erhaltene Strafminuten; +/− = Plus/Minus-Bilanz; PP = erzielte Überzahltore; SH = erzielte Unterzahltore; GW = erzielte Siegtore; 1 Play-downs/Relegation; Kursiv: Statistik nicht vollständig)